# Леонард Хо
Леонард Хо (кит. 何冠昌, пін. jyutping ho4 gun1 coeng1; 1925, Шанхай — 17 лютого 1997, Гонконг) — китайський продюсер кінофільмів. Роки творчості 1970—1995. У 1970 році, після вибуття братів Шоу (Shaw Brothers), сформував «Голден Харвест» разом з Реймондом Чоу (Raymond Chow). Перший продюсований фільм «Людина, що звалася Тигр» (A Man Called Tiger) у 1973 році. У 1989 році номінований до нагороди Гонконгської кінематографії (Hong Kong Film Award) за найкращий фільм «Qi xiao fu», знятий у 1988 році. Пізніше продюсував створення таких фільмів, як Обладунки бога та Бійка в Бронксі.